# アジアアロワナ
アジアアロワナはアロワナ科に属する淡水魚である。いくつかの体色の異なる種類があり、それぞれ別種として記載している文献もあるが、普通はそれらの系統もまとめ、"Scleropages formosus"という学名の種として記載することが多いため、本稿では、この種を「アジアアロワナ」として扱うことにする。体色によって、様々な呼び名がある。
東南アジア原産で、湿地や沼地を抜ける流れの穏やかな川（ブラックウォーター）に生息する。成魚は魚食性で、若魚は昆虫などを主に食べる。
アジアアロワナは観賞魚として人気であり、特に中国文化の影響が見られる地域では文化的に重要である。その理由は、本種が中国の神話に登場する生物である竜に似ていることと、中国において縁起が良いとされる配色（金や赤）をしていることであり、それにちなみ龍魚という呼称で愛好されている。

## 進化と分類
アロワナ科の他種と同様に、アジアアロワナは淡水には順応してきたものの、海水中で生きることは出来ない。それゆえに、東南アジアの島々に散らばる本種の分布は、本種が、大陸移動が完全に終わる以前に同科の他種と分岐したことを示唆している。遺伝子の研究によりこの仮説は立証され、アジアアロワナの祖先は、オーストラリアのノーザンバラムンディ(S. jardinii)の祖先から約1億4,000万年（白亜紀の初期）に分化したことが分かっている。この分化は、ゴンドワナ大陸の東岸で起こり、本種はやがてインド亜大陸 や他の島に運ばれて、現在のアジア地域に生息するようになった。同属他種との形態上の類似は、最近まで、この古代魚には、ほとんど進化が起こらなかったことを示している。
この種についての最古の記述は、1839年から1844年までの間の（1844年とするのが一般的)ドイツの博物学者ヘルマン・シュレーゲルと、サロモン・ミュラーによるものであり、このときの学名はOsteoglossum formosumだった。のちに Scleropages 属に移され、現在の学名となった。

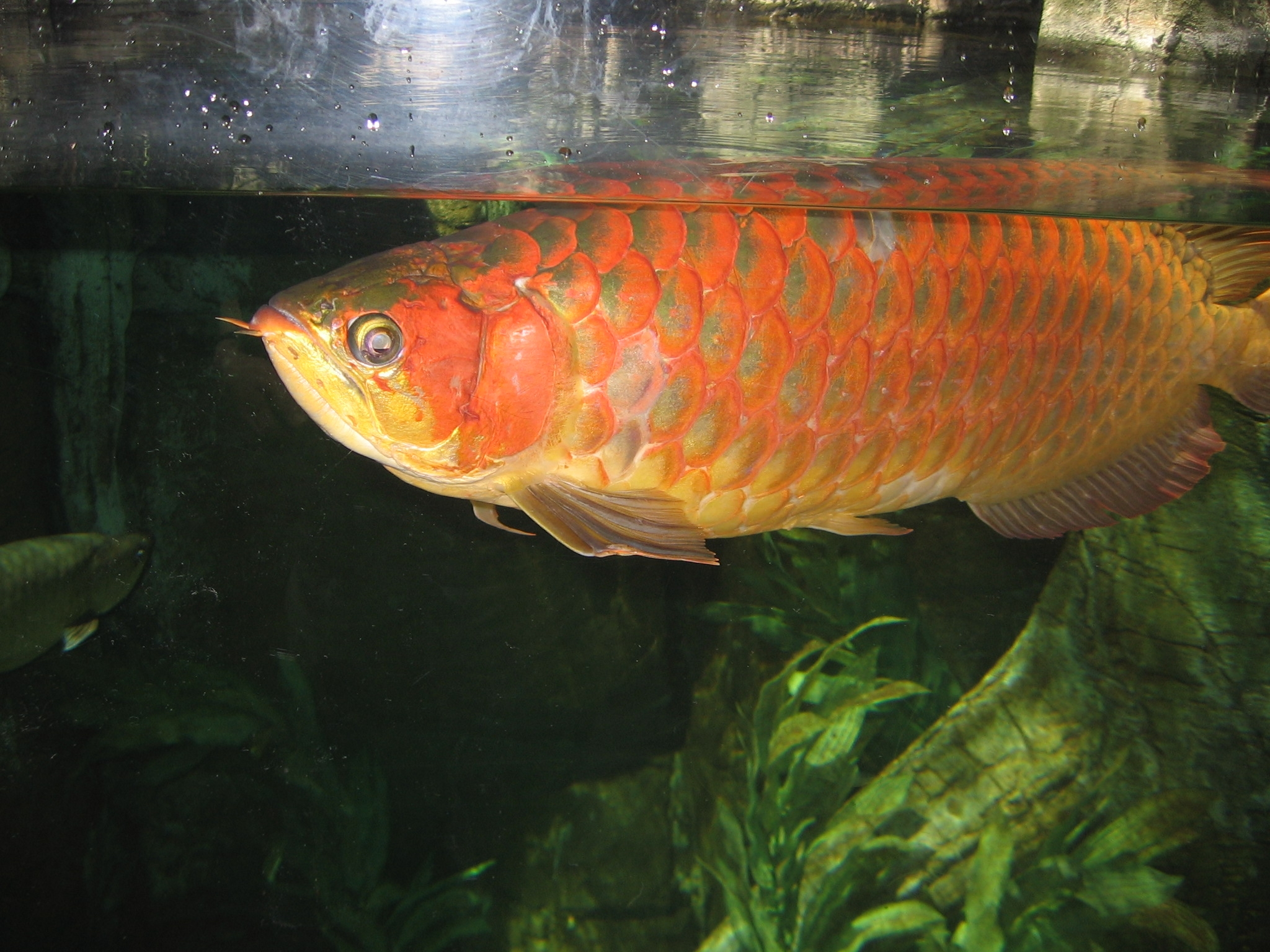
水族館での"スーパーレッド"

地域等によって、体色などに変異が見られる。主なものを記す。
- グリーンアロワナあるいは青龍は、最も普通にみられる種で、インドネシア(カリマンタン島とスマトラ島)や、ベトナム、ミャンマー、タイ、カンボジア、マレーシアなどに生息する。インドネシアのボルネオ島の一部には、銀色の発色が強いものが生息している。
- スマトラ・ゴールデンあるいは紅尾金龍は、スマトラ島の北部でみられる。
- マレーシア・ゴールデンあるいは過背金龍は、マレーシアのペラ州とパハン州原産である。
- レッド(紅龍)、スーパーレッド（血紅龍）、チリ・レッド（辣辛紅龍）といった種はボルネオ島西部のカプアス川上流や、その近くの湖でのみ生息が確認されている。

2003年には、現在のS. formosusを、4つの独立した種に分けることを提案する研究が発表された。この分類は、解剖学と遺伝学の両方に基づいた物で、次の4種が提案された。
- Scleropages formosus - この学名を、いわゆるグリーンアロワナに割り当てる。マレーシア・ゴールデン（過背金龍）は、この研究では言及がないが、この種に含むことが多い。
- Scleropages macrocephalus - 英名はSilver Asian arowana,グリーンアロワナよりも銀色の発色が強い種
- Scleropages aureus - いわゆるスマトラ・ゴールデン（紅尾金龍）
- Scleropages legendrei - スーパーレッドなど赤色系の体色の種

東南アジアに住むアロワナを二つ以上の種に区別するには、今まで得られたデータだけでは十分でないなどと、この分類に反対する学者も多い。
2012年、アジアアロワナの新種としてScleropages inscriptusがCITESに登録され、国際取引が規制されることになった。が、このアジアアロワナは既に - チタニューム・ゴールデンアロワナ - と命名され、日本国内で既に流通している。そのため今まで一属一種だと言われていたが、アジアアロワナは一属二種とCITES上ではなっている。

## 形態

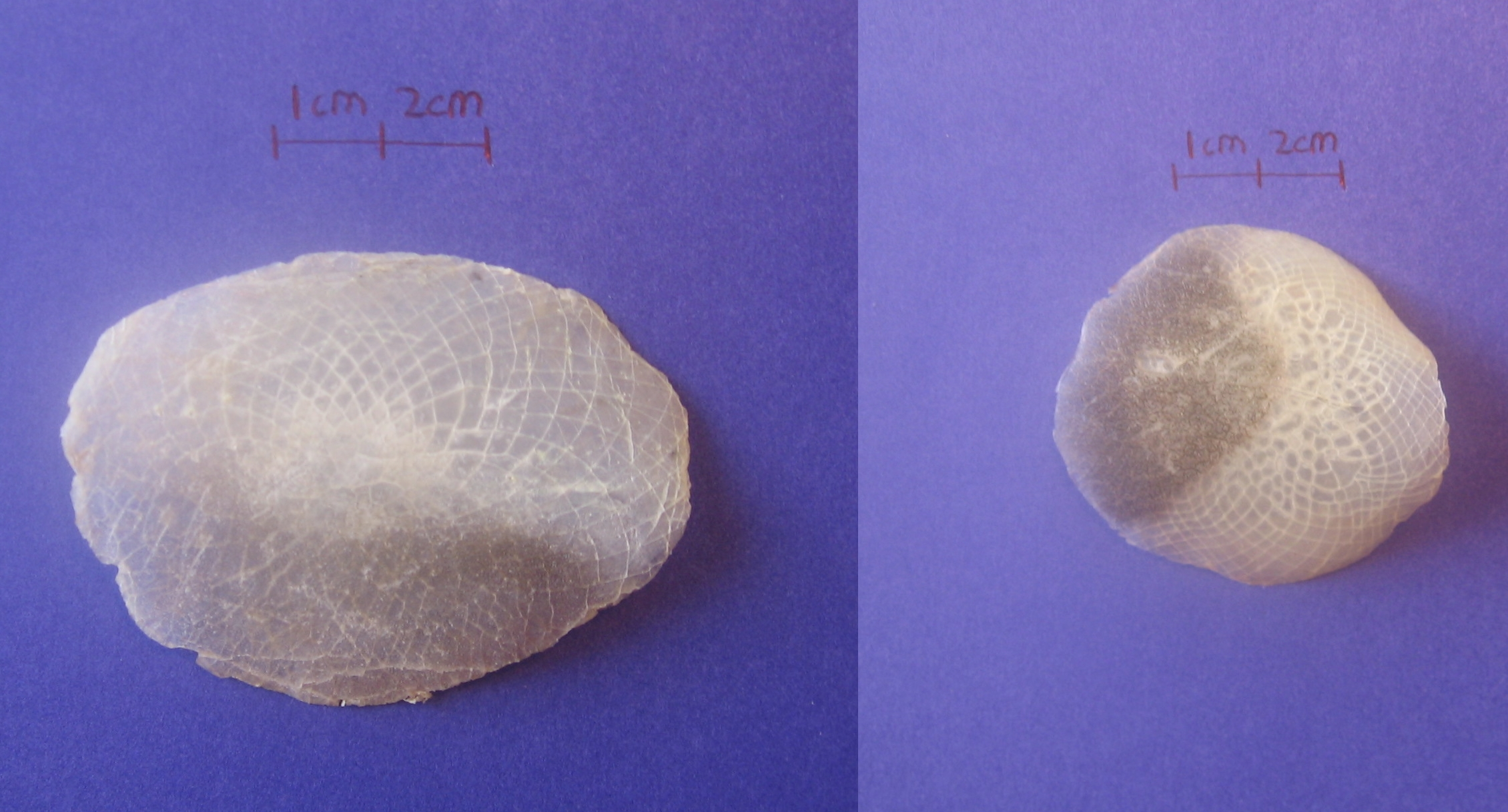
アジアアロワナの鱗
多くが2cm以上と大きい

アジアアロワナは成長すると90cmほどになる。同属他種と同じように、長い胴体に、大きく伸長した胸びれ、体の後方に位置する背びれと尻びれ、南アメリカに住むアロワナに比べてかなり大きな尾びれを持っている。口は斜めに大きく裂けていて、下顎の先端には二本のヒゲがある。アジアアロワナは、顎骨や口蓋骨、舌骨など、口の中の多くの骨に歯がついている。
本種の鱗は大きく、円鱗で、光沢をもったり、モザイク状や、波状の模様をもつ物もある側面の鱗は水平列に並んでいる。
アジアアロワナは同属の他種と、側線上の鱗が少ない（ノーザンバラムンディの32-36枚に対して本種は21-26枚）ことや、胸びれや腹びれが長いことなどで区別される。
グリーンアロワナの体色は、背面が暗緑色、側面に掛けて銀から金、緑色となり、腹面は銀白色になる。側面には暗緑から青の斑点が入ることもある。成魚では、目の上から頭頂部にかけて明るいエメラルドグリーンの発色がみられる。

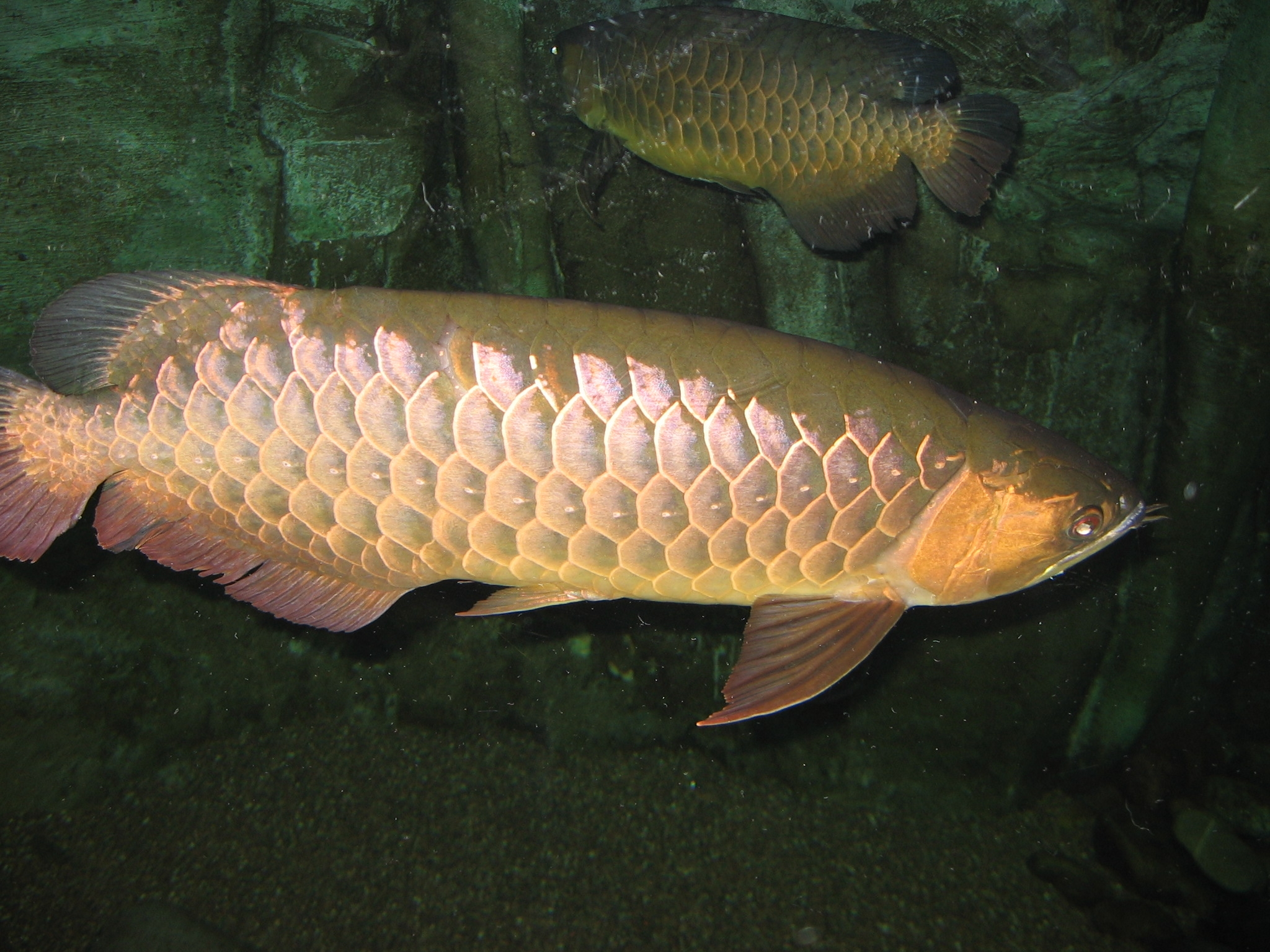
紅尾金龍
体表は金色だがいくつかのひれに赤褐色の発色がみられる

スマトラ・ゴールデン(紅尾金龍)の成魚では、側面の鱗や鰓蓋、腹部には金属的な金色の光沢がみられ、背は黒色だが、尻びれなどは赤黒から赤茶色に色づく。若魚のうちは、成熟時に金色となる部分は銀色をしている。
マレーシア・ゴールデン（過背金龍）の成魚は紅尾金龍と、背に完全な金色の金属光沢を持っていることで区別できる。また、この系統は、紅尾金龍の特徴であるひれの赤褐色の発色もない。
スーパーレッドと呼ばれる種類では、鰓蓋、側面の鱗、各ひれに金属的な赤や、金色から深紅の発色がみられる。背は濃い茶色。若魚期に背の色が暗いほど、成熟したときの赤色の発色が濃くなると言われる。

## 繁殖
アジアアロワナは雄親による口内保育を行う。性的成熟にかかる時間が長く、狭い環境でペアを作るのは難しいため、産卵の成功例は水槽内よりも 屋外の大きな池の中での物が多い。
5.5m四方、深さ1.1mの、pHを6.5-7.0の間に保った池で、5歳以上の個体を使った繁殖が、二人のブリーダーによって行われたが、この時、もっとも得られた卵が多かったのは三度目の産卵であった。一度目と二度目の産卵では、雄が卵を飲み込んでしまい失敗に終わったという。

## 人間との関係

### 種の保全
アジアアロワナは2006年に、IUCNレッドリストで、EN（絶滅危惧）に分類され、最も新しい評価は1996年のものである。この種はワシントン条約(CITES)によって附属書Iに分類されているため、国際取引が規制されている。なお、附属書Iに記載されている魚類は本種を含め8種のみである。アジアには、CITESによって認可された養殖場が多くあり、そこで養殖された個体はいくつかの国への輸出が許可されている。しかし例えば、アメリカでは本種は絶滅の危機に瀕する種の保存に関する法律によって保護されているため、許可がなければ保有することが出来ない。
生息地の減少が主な脅威である。例えば、かつてはその広範囲に生息していたマレー半島における本種も、生息地破壊のために今では珍しい種類となってしまった。最初にIUCNレッドリストに本種が載った理由は、観賞魚としての乱獲であったが、生息地の減少の方が乱獲よりも本種に与える影響は大きいことが分かっている。
最近は、1996年のものを最後に新たなIUCNによる本種の保全状態評価はなされていない。その上、現在は、大生息地についての情報は勿論、本種の個体数についても混乱が続いているため、新たな評価が望まれている。おそらくすべての系統が現在も危機に瀕していて、特にスーパーレッドや紅尾金龍などは深刻な状態にあるのではないかと推測されている。
アジアアロワナの観賞魚としての高い価値も種の保全に影響を及ぼしている。本種の人気は1970年代の後半から急速に上がり、現在の愛好家は時として本種一匹に数十万円かそれ以上の大金を払うこともある。
1989年からCITESは、ある基準（二世代以上養殖場で育てたものでなければならないことなど）を満たした場合に限って、本種の商業的な流通を許可し始めた。初めての本種の養殖場はインドネシアに作られた。後にシンガポール政府も、地元の観賞魚輸出業者と協力して、本種の育成に取り組むようになった。現在では東南アジアの各国に本種の養殖場がある。
商取引が可能である養殖された個体であることを証明するために、二つの方法がとられている。一つ目は、それぞれの養殖場が、買い手に直接、証明書を発行すること。二つ目は、それぞれの個体にPIT (Passive Integrated Transponder)と呼ばれるマイクロチップを埋め込んで、各個体を識別できるようにすることである。

### 水槽での飼育
本種は体長90cmにまで成長するため、飼育するためには大きな水槽が必要である。また、縄張り意識が強いため、本種同士や他の同属種との混泳にはより大きな水槽で、注意しながら行う必要がある。他のアロワナと同じように、飛び出し防止のための頑丈な蓋が必要である。水は、きれいな軟水で、弱酸性、24-30℃に保つのが良い。
アジアアロワナは肉食魚であるため、昆虫、小魚など栄養価の高い動物質の餌を好んで食す。一般的には生き餌や、加工された動物質の製品がよく薦められる。生き餌には、ムカデ、ミールワーム、コオロギ、エビ（ヌマエビ等）、金魚（小赤）、メダカ、アカヒレ等がよく用いられる。加工製品には、生き餌を冷凍したものや、牛肉等のブロック、人工飼料等がある。なお、水面の近くにある餌を好み、底まで沈んだ餌は嫌う傾向があるので注意する。